# Andrea Parisini
Andrea Parisini, né le 18 novembre 1994 à Vigevano, est un joueur italien de handball évoluant au poste de pivot. Il est international italien depuis 2015 et évolue depuis 2023 au Pays d'Aix Université Club handball.